# Monaco ai XIV Giochi olimpici invernali
Monaco partecipò ai XIV Giochi olimpici invernali, svoltisi a Sarajevo, Jugoslavia, dall'8 al 19 febbraio 1984, con una delegazione di 1 atleta impegnato in una disciplina.

## Delegazione
| Sport      | Uomini | Donne | Totale |
| ---------- | ------ | ----- | ------ |
| Sci alpino | 1      | 0     | 1      |
| Totale     | 1      | 0     | 1      |

## Sci alpino

### Uomini
| Atleta       | Gara           | 1ª manche | 1ª manche | 2ª manche | 2ª manche | Totale  | Totale    |
| Atleta       | Gara           | Tempo     | Posizione | Tempo     | Posizione | Tempo   | Posizione |
| ------------ | -------------- | --------- | --------- | --------- | --------- | ------- | --------- |
| David Lajoux | Discesa libera |           |           |           |           | 1:56.95 | 47        |
| David Lajoux | Slalom         | DNF       | –         | –         | –         | DNF     | –         |